# 约瑟夫·瓦尔加斯
约瑟夫·瓦尔加斯（英語：Joseph Vargas，1955年10月4日—），美国前男子水球运动员。他曾代表美国国家队参加1984年夏季奥林匹克运动会水球比赛，结果获得一枚银牌。